# Gheorghe Fulga
Gheorghe Fulga (n. 2 mai 1951, Sulța, România) este un sociolog și om politic român, care a îndeplinit funcția de director al Serviciului de Informații Externe în perioada 2001-2006.

## Cariera profesională
Gheorghe Fulga s-a născut la data de 2 mai 1951, în satul Sulța, comuna Agăș (județul Bacău). Tatăl său, Gheorghe Alexandru Fulga (n. 1929), a fost colonel și șef al Serviciului de Pază și Ordine în cadrul Miliției Brașov, ieșind la pensie în anul 1982. El a fost înaintat la gradul de general de brigadă în retragere la 29 noiembrie 2001.
Tânărul Gheorghe Fulga a absolvit în anul 1975 Facultatea de Filozofie din cadrul Universității București, obținând ulterior titlul științific de doctor în sociologie. A efectuat un stagiu în probleme de administrație centrală și locală, la invitația Guvernului SUA.
După absolvirea facultății, a lucrat ca sociolog la "Tractorul" Brașov (1975-1979) și a devenit cadru universitar la Catedra de științe socio-umane, Universitatea "Transilvania" din Brașov (1979-1999).
După Revoluție, devine expert și consilier la Departamentul de politică internă al Președinției României (1990-1992), apoi este numit în funcția de prefect al județului Brașov (28 decembrie 1992 - 25 august 1994). Revine în cadrul Administrației prezidențiale pe postul de consilier prezidențial și șef al Departamentului de politică internă al Președinției României, cu rang de ministru (25 august 1994  - 28 noiembrie 1996 ).
După ce PDSR a devenit partid de opoziție în urma alegerilor din octombrie 1996, Gheorghe Fulga trece în sectorul privat devenind consilier pe probleme de dezvoltare bancară la Banca Română de Scont (1999-2000), bancă a omului de afaceri Sorin Ovidiu Vântu, omul despre care se presupune că a stat în spatele scandalului financiar FNI. De asemenea, a fost și acționar la această bancă. În paralel, este și membru fondator și rector al Universității Româno-Canadiene (1999 - februarie 2001).
În urma alegerilor din 26 noiembrie 2000, Gheorghe Fulga a fost ales ca deputat de Brașov pe listele Partidului Democrației Sociale din România (PDSR). În această calitate, a fost membru al Comisiei pentru drepturile omului, culte și problemele minorităților naționale din Camera Deputaților.
A demisionat din calitatea de membru al Parlamentului României la data de 20 februarie 2001, fiindcă fusese numit în funcția de director al Serviciului de Informații Externe (SIE) la 12 februarie 2001 prin Hotărârea nr.24 din 12 februarie 2001 a CSAT . Gheorghe Fulga a demisionat din această funcție la data de 20 iulie 2006 în urma scandalului declanșat de dispariția sirianului Omar Hayssam, acuzat de terorism.
În 2017, Gheorghe Fulga este profesor universitar la Facultatea de Drept, Universitatea Transilavania, Brașov.

## Decorații
Gheorghe Fulga a fost decorat cu următoarele ordine:
- Ordinul Național "Steaua României" în grad de Cavaler (2002) [9]
- Ordinul Național "Steaua României" în grad de Ofițer (2005) - "pentru îndeplinirea cu succes a atribuțiilor profesionale deosebite și misiunilor speciale".[10][11]